# Ctenopelma parvator
Ctenopelma parvator là một loài tò vò trong họ Ichneumonidae.